# 10162 Issunboushi
A 10162 Issunboushi (ideiglenes jelöléssel 1995 AL) a Naprendszer kisbolygóövében található aszteroida. T. Niijima és Urata Takesi fedezte fel 1995. január 2-án.